# Cuphea aquilana
Cuphea aquilana är en fackelblomsväxtart som beskrevs av S.A.Graham och T.B.Cavalc.. Cuphea aquilana ingår i släktet blossblommor, och familjen fackelblomsväxter. Inga underarter finns listade i Catalogue of Life.